# Ernst Spitz
Ernst Spitz (* 27. Juni 1902 in Kronstadt in Siebenbürgen, Österreich-Ungarn; † 22. Juni 1940 im KZ Buchenwald) war ein österreichischer Journalist und Dramatiker.

## Leben
Ernst Spitz wuchs in einer großbürgerlichen Familie in Wien auf; sein Vater war Bankdirektor. Als Gymnasiast trat er in Wien dem kommunistischen Jugendverband bei. Als junger Reporter war er bei der "Roten Fahne" tätig, dem Zentralorgan der KPÖ. 1924 wurde er aus der Partei ausgeschlossen und gab ihre Ideologie auf.
1923 wurde Spitz als Reporter bei einer Demonstration vor dem Wiener Parlament verhaftet, ein in der heimischen Pressegeschichte beispielloser Fall mit einem Nachspiel im Justizausschuss des Nationalrates. Ernst Spitz verbrachte zwei Monate in Haft und verfasste nach seiner Entlassung in der linken Boulevardzeitung Der Abend 1924 die Aufsehen erregende Artikelserie »Kerker« über die katastrophalen Missstände in österreichischen Gefängnissen. Der Malik-Verlag brachte seine Enthüllungsreportagen noch im gleichen Jahr in einem Sammelband heraus.
1925 war Spitz redaktioneller Mitarbeiter des Wiener Boulevardblattes "Die Stunde", verlegt vom umstrittenen Imre Békessy. Spitz’ im Kollegenkreis geäußerte Kritik am korrupten und erpresserischen Verhalten des Blattes ist seinem Bericht zufolge durch seinen damaligen Kollegen Billy Wilder an die Geschäftsleitung des Verlages gelangt; Spitz wurde entlassen.
1926 machte er seine Kritik in einer Broschüre öffentlich. Dadurch bestätigte er die von Karl Kraus in seiner Zeitschrift Die Fackel vehement geübte Kritik an Békessy und gab der Wiener Staatsanwaltschaft Anlass, Erhebungen einzuleiten, worauf Békessy von einem Aufenthalt in Frankreich nicht mehr nach Österreich zurückkehrte.
1930 wechselte Spitz vom Journalismus zur Literatur. Gleich eines seiner ersten Theaterstücke, das zusammen mit dem Wiener Schauspieler, Regisseur und Autor Philipp von Zeska (1896–1977) verfasste Melodram "Am Schwarzen Meer", wurde 1932 in Hollywood unter dem Titel "The World and the Flesh" mit den Paramount-Stars George Bancroft und Miriam Hopkins verfilmt. Regie führte John Cromwell (1887–1979), die Vorlage von Zeska und Spitz adaptierte Oliver H. P. Garrett, der 1939 dann am Drehbuch für den Filmklassiker Vom Winde verweht mitschrieb. Als "handsomely photographed and ably directed picture" lobte die New York Times das 74 Minuten lange russische Revolutionsdrama.
Ernst Spitz galt laut Hutter (s. u.) als einer der schillerndsten Kaffeehausliteraten der Ersten Republik und als Mitstreiter von Karl Kraus und Jura Soyfer. 1933 ging Spitz nach Paris und kam dort in Kontakt mit dem deutschsprachigen Exilkabarett. 1935 kehrte er nach Wien zurück und arbeitete als Autor an den Kabarettbühnen "ABC" und "Theater für 49" mit. Mit Jura Soyfer, Leon Askin und dem jungen Fritz Eckhardt arbeitete er für das Kellerkabarett "ABC".

Biograf Andreas Hutter am 2005 von ihm wiederentdeckten Grab von Ernst Spitz in Wien

Spitz wurde im Juni 1938 in Wien verhaftet und war bis Februar 1939 in den KZs Dachau und Buchenwald inhaftiert. Im Juni 1939 wurde er neuerlich ins KZ Buchenwald gebracht und dort 1940 auf der Flucht erschossen, d. h. ermordet.

## Werke
- Du gehst vorbei. Bericht über die Verhältnisse in österreichischen Gefängnissen. Mit einer Erwiderung der landesgerichtlichen Gefangenenhausdirektion in Wien. Berlin, Wien: Malik, 1924
- Békessys Revolver. Wien: Saturn, 1926
- Békessys Revolver. Heft 2. Wien: Wittenberg, 1927
- Revolution der Denkmäler. Komödie in drei Akten. Wien, Berlin, 1931
- Am Schwarzen Meer. Revolutionsdrama. Von Philipp Zeska und Ernst Spitz. Wien, 1931
- Das grosse, dumme Tier. Komödie in drei Akten (5 Bilder). Von Philipp Zeska und Ernst Spitz. Wien, 1931
- Der gestohlene Bub. Fünf lustige Bilder für kleine, große und ganz große Kinder. Von Ernst Spitz und Peter Herrmann. Musik: Werner Michel. Wien, o. J.
- So ein Haderlump!. Fünf musikalische Bilder aus der Vorstadt. Wien, o. J.
- Missverständnisse. Komödie. Wien, o. J.
- Witwenkaffee. Komödie. Wien, o. J.
- Die Welt in 99 Jahren. Von Fritz Eckhardt, Franz Paul und Ernst Spitz. Wien, 1936. (Uraufführung: 10. November 1936, ABC, Wien)
- Florian sucht den gestrigen Tag. Wien, 1937 (Uraufführung: 11. Februar 1937, ABC, Wien)
- Der Chef verbeugt sich. Drei Akte aus dieser Zeit. Wien, 1937. (Uraufführung: Juni 1937, Theater für 49, Wien).